# Aunus (kanonbåt, 1900)
Aunus var en finländsk kanonbåt som tjänstgjorde i sjön Ladoga under Vinterkriget, där den borrades i sank vid slutet av Finska vinterkriget 1940.